# Ayano Egami
Ayano Egami (江上 綾乃, Egami Ayano), née le 1er avril 1980 dans la Préfecture de Kyōto, est une nageuse synchronisée japonaise.

## Carrière
Ayano Egami obtient la médaille d'argent olympique aux Jeux olympiques d'été de 2000 en ballet avec Rei Jimbo, Miya Tachibana, Raika Fujii, Yoko Isoda, Yuko Yoneda, Yoko Yoneda, Juri Tatsumi et Miho Takeda.